# Józef Berger
Józef Berger (14. března 1901 v Orlové – 11. června 1962 v Bratislavě) byl luterský duchovní, teolog, výtvarník a činovník polských mládežnických organizací v Československu.

## Biografie

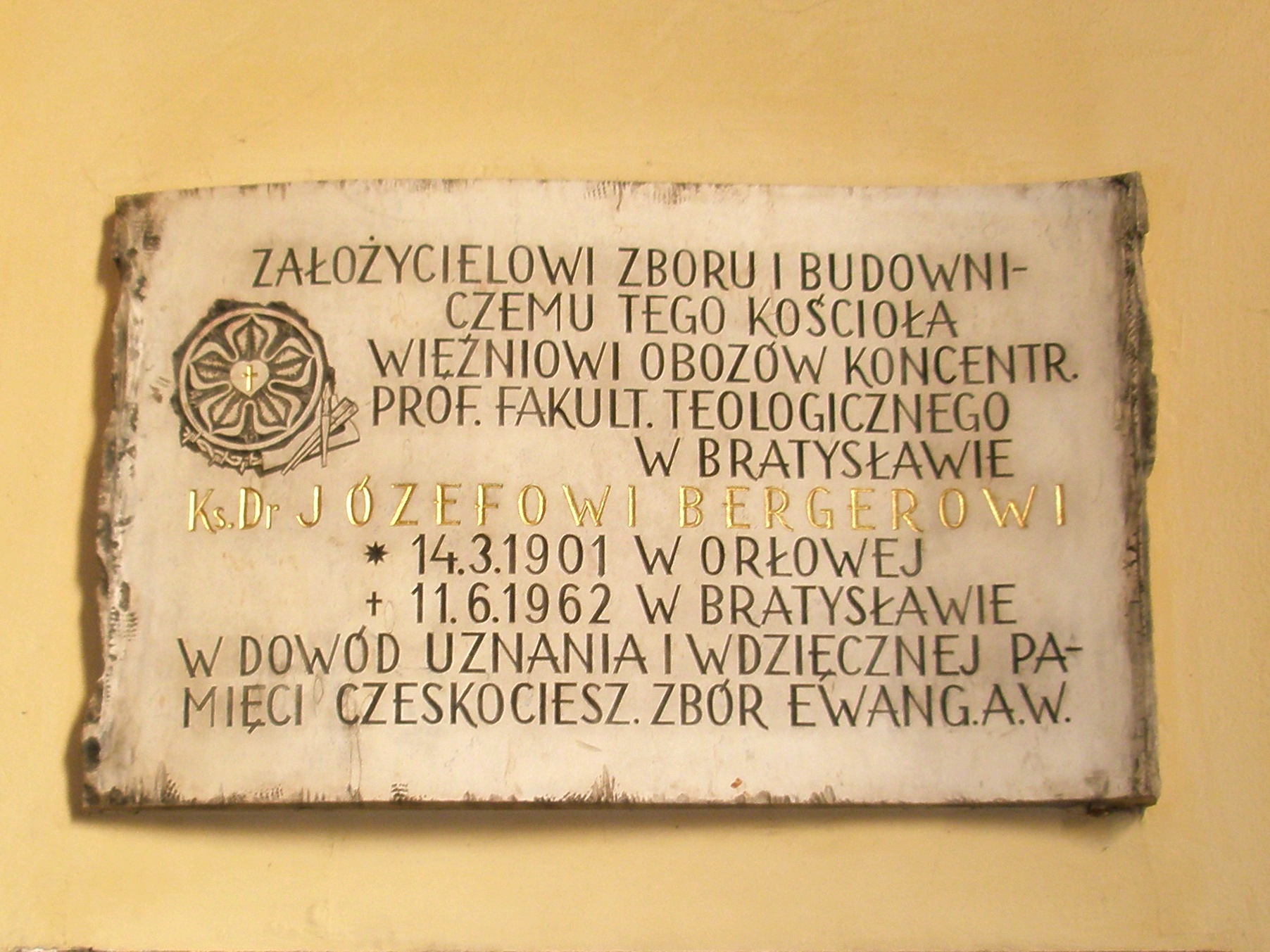
Pamětní deska v kostele v Českém Těšíně

Působil jako pastor v Českém Těšíně. V letech 1927–1928 byl hlavním velitelem mužských oddílů Harcerstwa Polskiego w Czechosłowacji. Za druhé světové války byl vězněn v koncentračních táborech. Roku 1950 byl synodem Slezské církve evangelické a. v. zvolen do úřadu superintendenta této církve. O dva roky později byl z politických a národnostních důvodů komunistickou vládou přinucen vzdát se úřadu a opustit Těšínsko. Odešel do Bratislavy, kde vyučoval na Slovenské evangelické bohoslovecké fakultě v Bratislavě; v letech 1958–1960 byl děkanem této fakulty. Byl také činný jako výtvarník, maloval akvarely z prostředí koncentračních táborů a krajiny. Je pohřben v Ropici.
Byl ženat s Katarzynou, roz. Biela (1904–1993). Jeho syny byli hudebník Roman Berger (1930–2020) a malíř Ján Berger (*1944), měl i dceru.